# Heinkel HE 8
L'Heinkel HE 8 è un idrovolante a scarponi da ricognizione ad ala bassa realizzato dall'azienda tedesca Ernst Heinkel Flugzeugwerke verso la fine degli anni venti e prodotto, oltre che dalla stessa, anche su licenza in Danimarca dal Orlogsværftet, l'arsenale navale della Kongelige danske marine, la marina militare del Regno di Danimarca.
Fu sviluppato per soddisfare la richiesta della marina danese, che aveva notato il successo dell'HE 5 in servizio in Svezia ed era intenzionata a dotarsi di un velivolo simile, da produrre su licenza.

## Storia del progetto
A causa delle limitazioni imposte alla Germania dal Trattato di Versailles in seguito alla fine della prima guerra mondiale, la produzione aeronautica tedesca dovette essere interrotta, tuttavia poté riprendere le attività nei primi anni venti, su permesso della Commissione Aeronautica Interalleata. Intuendo le potenzialità dell'apertura del nuovo mercato Ernst Heinkel decise di fondare l'azienda che porterà il suo nome, indirizzando la sua attenzione verso l'aviazione militare, sviluppando nuovi modelli che, date le limitazioni per i velivoli ad uso bellico ancora presenti nella Repubblica di Weimar, furono commissionate da nazioni straniere.
Una delle nazioni maggiormente interessata dalla prima produzione Heinkel fu la Svezia, la quale commissionò alcuni nuovi modelli per fornirli come equipaggiamento ai propri reparti di Marinen (marina militare) e Flygvapnet (aeronautica militare), acquistando in seguito la licenza per produrli localmente.
In particolare l'HE 5, un idrovolante adottato dall'aeronautica svedese, impressionò favorevolmente il personale militare danese che stava cercando un modello più efficiente per affiancare e progressivamente sostituire i biplani Friedrichshafen FF 49, localmente designati HB. II, ed i monoplani Hansa-Brandenburg W.29, localmente HM. I, in servizio dal 1919.

### Sviluppo
Per soddisfare la richiesta danese la Heinkel decise di modificare l'HE 5, il modello fino ad allora di maggior successo, per meglio adattarlo alle specifiche della marina militare della nazione nordeuropea. Il nuovo progetto, designato dall'azienda HE 8, conservava l'impostazione generale dei suoi predecessori, modelli sviluppati dall'originario Heinkel HE 1, mantenendo la costruzione convenzionale con struttura in legno rivestita da tela trattata ed una velatura biplana. Differiva dall'HE 5 per l'adozione di un motore radiale di produzione britannica, l'Armstrong Siddeley Jaguar 14 cilindri doppia stella, e per l'adozione di un impennaggio convenzionale sostituendo quello cruciforme che caratterizzavano i precedenti modelli.
Il prototipo venne portato in volo per la prima volta nel corso del 1927 constatando la bontà del progetto ed avviando così la sua produzione in serie e consegnando il primo esemplare alla Danimarca nel 1928.
Dopo l'acquisto della licenza di produzione, la costruzione in seguito si sposterà dagli stabilimenti di Warnemünde al Orlogsværftet, l'arsenale navale della marina danese. dove affiancarono i primi sei esemplari tedeschi con 16 nuovi velivoli, portando la produzione complessiva a 22 unità nelle sue tre versioni, quella da ricognizione, quella da bombardamento e quella locale identificata anche come Orlogsvaerftet HM. II, l'ultima delle quali uscì dagli stabilimenti nel 1938.
Nel 1930 anche la Fabrika aeroplana i hidroaviona Zmaj acquistò la licenza per produrre lo HE 8 nella propria struttura di Zemun, nell'allora Regno di Jugoslavia, con cui si accingeva a fornire un prototipo in ottemperanza alle specifiche emesse dalla marina. L'ufficio tecnico non si limitò però a riprodurre il progetto ma apportò delle sostanziali modifiche. Pur mantenendo l'aspetto generale venne abbandonata la struttura interamente lignea per adottare una fusoliera realizzata in tecnica mista, con struttura in tubi in acciaio saldati, che comprendeva anche un nuovo abitacolo destinato ad un terzo membro dell'equipaggio. Venne inoltre adottato un nuovo propulsore, sempre un radiale raffreddato ad aria, uno Gnome-Rhône 9A Jupiter da 480 CV (353 kW) dotato di riduttore. Il prototipo, completato nel 1931, venne consegnato alla marina perché lo testasse operativamente con il suo concorrente, il cecoslovacco Letov Š-328V, tuttavia nessuno dei due modelli riuscì a soddisfare le autorità militari ed il loro sviluppo venne abbandonato senza costruire ulteriori esemplari.
Nei primi anni trenta, per offrire uno sviluppo del modello dalle migliori caratteristiche complessive, la Heinkel decise di abbinare una cellula opportunamente rinforzata del HE 8 equipaggiandola con un motore Packard 3A-2500 di produzione statunitense, un 12 cilindri a V raffreddato a liquido in grado di sviluppare una potenza pari a 800 hp (597 kW). Il nuovo modello, che assunse la designazione HE 31, benché beneficiasse di una minore superficie frontale e di una sostanziale maggiorazione di potenza, non riuscì a suscitare l'interesse del suo predecessore ed il programma di sviluppo venne interrotto dopo un solo esemplare realizzato.

## Impiego operativo
I 22 esemplari complessivi cominciarono a prendere servizio nel 1928, tutti assegnati alla 1. Luftflotille, Luftmarinestation København (stazione aeronavale di Copenaghen), con la quale rimasero in organico fino all'invasione della Danimarca del 1940, dopo la quale un esemplare venne sequestrato ed utilizzato dalla Luftwaffe, mentre gli altri vennero accantonati.

## Versioni
HE 8
versione originale sviluppata in Germania realizzata in sei esemplari.
Orlogsvaerftet HM.II
HE 8 prodotto su licenza in Danimarca, realizzato in 16 esemplari.
Zmaj-Heinkel HE 8
variante a struttura mista realizzata dalla jugoslava Fabrika aeroplana i hidroaviona Zmaj e rimasta allo stadio di prototipo.
HE 31
designazione del HE 8 equipaggiato con motore Packard 3A-2500, realizzato in un solo esemplare.

## Utilizzatori
Danimarca
- Kongelige danske marine

operò con 22 esemplari.
 Germania
- Luftwaffe

operò con un solo esemplare requisito.